# César Astudillo «Gominolas»
César Astudillo (Oviedo, 1968), con el seudónimo de Gominolas, es un compositor y realizador de las bandas sonoras de buena parte de los videojuegos del estudio español Topo Soft en los años 80 y principios de los 90, abarcando lo que se conoce como Edad de oro del software español.

## Trayectoria profesional

### Inicios
Con solo 19 años, en 1987, empezó a trabajar como freelance en la recién formada Topo Soft, para, con solo 4 años de solfeo como conocimiento teórico, dejar a todo el público asombrado con la calidad de sus composiciones para los videojuegos de 8 bits, especialmente para el Sinclair ZX Spectrum para el que sabía sacar especial partido de su limitado hardware.

### Madurez como compositor
Compuso las bandas sonoras de los juegos de Topo Soft en su primera época, incluyendo la galardonada música del Mad Mix Game, entre otras.

### Programación y desarrollo
Después de nueve años trabajando como informático, entró en Pyro Studios, donde colaboró en Commandos y dirigió el proyecto Heart of Stone entre verano de 1997 y principios del 2000.
Actualmente trabaja como consultor en la empresa de desarrollo de Internet "DesignIt".

## Obra
César compuso la melodía de los siguientes videojuegos en los  sistemas principales de 8 bits (Amstrad CPC, Sinclair ZX Spectrum, Commodore 64 y MSX):
- Black Beard
- Chicago's 30
- Coliseum
- Colt 36
- Desperado
- Drazen Petrovic Basket
- Emilio Butragueño Fútbol
- Invasion of the Zombie Monsters
- Mad Mix Game
- Metropolis
- People from Sirius
- Perico Delgado Maillot Amarillo
- Rock'n Roller
- Score 3020
- Silent Shadow
- Star Dust
- Survivor
- Temptations
- The Pepsi Challenge
- Titanic
- Triple Commando
- Wells & Fargo
- Whopper Chase